# Francisco Guterres
Francisco Guterres, được biết nhiều với tên Lú-Olo (sinh 7 tháng 9 năm 1954), là chính trị gia Đông Timor trở thành Tổng thống Đông Timor từ năm 2017. Ông còn là Chủ tịch Mặt trận Cách mạng vì Đông Timor Độc lập (FRETILIN), và Chủ tịch Quốc hội Đông Timor từ năm 2002 đến năm 2007. Với tư cách ứng viên của FRETILIN, ông tham gia cuộc bầu cử Tổng thống 2007 và cuộc bầu cử Tổng thống 2012, nhưng bị loại ở vòng hai bởi các ứng viên độc lập trong cả hai lần. Ông còn tham gia cuộc bầu cử Tổng thống 2017, và với sự hỗ trợ của cựu Thủ tướng Xanana Gusmão và đảng của ông, Đại hội Quốc dân Tái thiết Timor (CNRT), ông được bầu làm Tổng thống.